# 入波平酒造
入波平酒造株式会社（いりなみひらしゅぞう）は、沖縄県八重山郡与那国町に本社を置き、泡盛・花酒を製造・販売する酒造所である。

## 沿革
1949年に創業した入波平酒屋を前身とする。その後、合名会社として国泉泡盛を立ち上げたが、1989年に初代入波平浩伸が国泉泡盛から独立して新たに入波平酒造を設立。沖縄県で最も新しい酒造所である。2006年に現在地に移転した。
2代目が病に斃れた後、弟が跡を継いでいたが、後継者不在のため2023年1月から工場及び敷地が競売に掛けられている。

## 主要銘柄
- 舞富名（まいふな） - 孝行者のことを与那国方言で「まいふなー」と言い、この酒が飲む人に喜びや嬉しさを与える酒になるようにという願いをこめて名づけられた[6][2]。
- ゆのん - 「ゆのん」は石垣方言で与那国島のこと[6][3]。